# Juridicus
Le juridicus (au pluriel juridici) est un chargé de mission sous le Haut Empire romain, à qui sont déléguées les missions judiciaires d'un gouverneur romain ou de l'empereur en Italie. La charge de juridicus est une des charges les plus élevées dans la carrière dite prétorienne, parcourue par les sénateurs anciens préteurs.

## En Italie
L'Italie a un statut à part dans l'organisation impériale, elle n'est pas une province, mais une juxtaposition de cités autonomes. Aucun échelon n'existe entre leur administration et juridiction locale, et les services centraux à Rome, où préteurs et préfet de Rome récupèrent les contentieux inter-cités et les appels. L'inflation de ce contentieux rend nécessaire une décentralisation.
La réforme juridique d’Italie est tentée par Hadrien, avec l’instauration des quatre consulaires chargé chacun d'un secteur géographique,. Peu appréciés des cités italiennes qui y voient un assujetissement, ils sont supprimés par Antonin le Pieux et remplacés  par Marc Aurèle vers 165/166 par quatre juridici de rang prétorien, donc moindre que leurs prédécesseurs pour ménager les susceptibilités des cités. Ils sont compétents dans quatre circonscriptions créées en Italie, Rome et sa région dans un rayon de 100 milles restant sous la juridiction des préteurs et du préfet de la Ville, puis un cinquième sous Caracalla. Les limites géographiques de ces circonscriptions ont varié, elles préfigurent la provincialisation de l'Italie.  
Les tâches des juridici assez mal connues dans le détail. Elles sont essentiellement juridiques, et concernent entre autres compétences, les nominations de tuteurs ou de curateurs dont le périmètre dépasse le territoire d’une cité, et les appels contre les décisions des magistrats de la cité sur ces questions. Les affranchissements et les adoptions pouvaient se faire devant eux. En revanche, on ignore s’ils intervenaient dans le domaine criminel. Ils ne semblaient pas avoir d’assises fixes et devaient se déplacer dans leur région juridique. Ils pouvaient juger seuls, selon la procédure simplifiée d'ordo ex ordinem.
Les juridici sont attestés en Italie jusque vers 270, puis ils disparaissent sous Aurélien, remplacés par des correcteurs,.

## Dans les provinces
Les juridici assistaient le légat d'Auguste propréteur dans ses tâches judiciaires dans certaines grandes provinces impériales, dont la Syrie, la Bretagne et la Tarraconaise. Ces provinces sont subdivisées en circonscriptions judiciaires chacune présidée par un juricus (conventus juridici). La fonction étaient confiées par l’empereur à d’anciens préteurs, et faisait partie des charges à exercer avant de pouvoir obtenir le consulat.

## En Égypte
L'Égypte n'est pas une province, c'est un territoire qui est propriété personnelle de l'empereur, avec donc une administration spécifique dirigée par un chevalier, le préfet d'Égypte. Il est assisté par un chevalier qui a le titre de juridicus alexandriae ou dikaiodotès en grec. Cette charge apparaît sur plusieurs inscriptions. Le juridicus  alexandriae siège à Alexandrie, est compétent pour la plupart des litiges selon Strabon et s'occupe du service de notariat public, pour lequel il recouvre les créances dues. Il est le premier adjoint du préfet d'Égypte, qu'il remplace à Alexandrie pour les affaires judiciaires lors des déplacements du préfet.  